# Цаган-Батур
Цаган-Батур (калм. Цагн-Баатр тәәҗ) — владелец «чёрных калмыков» Джунгарского ханства. Представитель рода Чорос, сын Чохура-Убаши, внук Хара-Хулы.

## Биография
В конце XVII века Цаган-Батур и его брат Баахан, прикочевали со своими улусами из земли зюнгарских калмыков (Джунгарское ханство) на Нижнюю Волгу в улусы известного хана Аюки. Речь идёт о приходе сыновей Чохура-Убаши (Ахай Чокур, Чуукур-Убаши), родного брата основателя и первого хунтайджи Джунгарского ханства Батура-хунтайджи из рода Чорос по линии Хара-Хула-тайши. Первые упоминания о Цагане, делает русский посол Посольского приказа В. Литосов в 1665 году во время своего посещения Джунгарского ханства и ставки Сенге. В докладе отмечается, что «В ноябре он прибыл в улус Чохура, который в это время уехал в Тибет, поручив управление улусом своим сыновьям Баахану и Цагану». Позднее в 1666 году другой русский посол, штатный переводчик Посольского приказа в Джунгарии Павел Кульвинский, знавший не только монгольский и калмыцкий языки, но и тибетский язык, также отмечает, что у Чохура-Убаши есть сыновья Баахан-Манжи и Цаган-Батур.
Беспрерывные войны и смуты, начавшиеся в Джунгарии, после смерти Сенге, побудили Цаган-Батура в 1686 году перекочевать во главе своего улуса в русские пределы. Первое упоминание о приходе на Волгу джунгарского улуса датируется 18 января 1687 года, когда царское правительство было извещено, что под Царицын из-под Сибири прибыл улус «черных калмыков» в количестве 3 тысяч улусных людей (улусная единица считается по главе семьи). Новоприбывшие калмыки кочевали в районе Сарпинского острова на расстоянии версты от самого Царицына. Вышли они из Сибири примерно летом 1686 года, а весной 1687 года планировали присоединиться к волжским калмыкам Аюки, который кочевал около Астрахани. О причинах прихода на Волгу царицынские власти не знали, при этом они отмечали, что «в прежних годах такие черные калмыки не прихаживали». Тем не менее Джунгары не создавали им особых проблем и вполне мирно торговали с местным населением.
Донские казаки также не могли в своих донесениях в Москву не отреагировать на прибытие нового калмыцкого улуса. Они сообщали, что к донским городкам Паншину и Качалину прикочевал некий калмыцкий «Чаган-мирза», который отправил на переговоры к Аюке свою супругу, приходившуюся калмыцкому хану родной сестрой. В то же время он отправил своих послов в Москву с просьбой принять его на службу и указать место для кочевий. Поскольку приход джунгаров совпал с началом русско-турецкой войны, то из Москвы к нему пришел указ отправиться срочно войной на Крым, и за это их владельцу были обещаны «государевы милость и жалованье».
Позже как удовлетворение таковой просьбы Цаган-Батуру, его детям и всем его улусным людям было пожаловано «в вечное русское подданство», указав князю В. В. Голицыну отвести им для кочевок степи на луговой стороне Волги, по реке Ахтубе. Уже на другой после этого год эти самые калмыки со своим владельцем «отправляли службу», находясь вместе с донскими казаками в экспедиции для искоренения ушедших к рекам Медведице и Куме воров и раскольников.
В результате перехода калмыцкого населения к оседлости, потомком Цаган-Батура Эренценом была основана Рынценовская (Зюнгарская) сотня Нижнего улуса Калмыцкого округа Области войска Донского, позднее переименована в станицу Иловайская в 1877 году (по другим данным, в 1879 году) по имени атамана А. В. Иловайского (1821—1822).